# Frank Beyer
Frank Beyer (Nobitz, 1932. május 26. – Berlin, 2006. október 1.) Heinrich Greif- és Nemzeti-díjas német filmrendező, forgatókönyvíró.

## Életpályája
Szülővárosában végezte el az általános iskolát. Kultúrmunkás, majd dramaturg volt. Berlinben tanult egy évig (1952), innen ösztöndíjasként a prágai konzervatórium (AMU) filmszakára került. 1954-ben szerezte meg diplomáját, és tért vissza hazájába. Itt először Kurt Maetzig rendezőasszisztense volt, majd 1955-től önálló alkotó. 1967–1969 között a drezdai Állami Színházban dolgozott.

## Munkássága
Tehetségét a reális, de ugyanakkor természetes egyszerűsége ellenére nemes pátoszú, balladai erejű Öt töltényhüvely (1960) című film igazolta, amelynek témáját a spanyol polgárháborúból merítette. Ugyancsak figyelemre méltónak bizonyult a Bruno Apitz regénye nyomán forgatott Farkasok közt védtelen (1963) című filmje. Szinte valamennyi kockája a humánum mindent legyőző erejéről vallott. 1975-ben készült a Hazudós Jakab című film, amelyet Oscar-díjra jelöltek 1976-ban.

## Magánélete
1956–1965 között Lydia Albrecht volt a párja. 1969–1974 között Renate Blume (1944) német színésznő volt a felesége. 1985-től Monika Unferferth (1942) német televíziós műsorvezetővel élt együtt. Utoljára Karin Kiwus (1942) német íróval élt kapcsolatban.

## Filmjei
- Két anya (Zwei Mütter) (1957)
- Egy régi szerelem (Eine alte Liebe) (1959)
- Öt töltényhüvely (1960)
- Királyi gyermekek (Königskinder) (1961)
- Farkasok közt védtelen (1963)
- Karbid és sóska (1963)
- A kő nyoma (1966)
- Hazudós Jakab (1975)
- Sem veled, sem nélküled (1978)
- Futásod véget ér (1983)
- A betörés (1989)
- Ende der Unschuld (1991)
- A gyanú (1991)
- Amikor minden német alszik (1994)
- A Nikolai-templom (1995)
- Abgehauen (1998)

## Díjai
- Berlinale Kamera-díj (1990)
- Teleplay-díj (1991) Ende der Unschuld (megosztva Wolfgang Menge-vel)
- Adolf Grimme-díj (1999) Abgehauen